# Бычков, Виктор Николаевич
Ви́ктор Никола́евич Бычко́в (род. 4 сентября 1954, Ленинград, СССР) — советский и российский актёр театра, кино и дубляжа, телеведущий. Лауреат Государственной премии Российской Федерации (2003).

## Биография
Родился 4 сентября 1954 года в Ленинграде. Рос в восьмикомнатной коммунальной квартире, где проживало сорок человек. Уже с детства мечтал стать актёром. Первую свою роль (попа) сыграл в пионерском лагере. Однако не только карьера актёра виделась ему в будущем. Так, после 8 класса решил стать гинекологом, однако в медицинское училище не поступил. После неудачной попытки пошёл в ПТУ, но посещал театральную студию, где быстро из массовки перешёл на главные роли.
Затем была служба в рядах Советской Армии (войска ПВО), вернувшись, поступил в Ленинградский государственный институт театра, музыки и кинематографии (курс народного артиста СССР И. П. Владимирова). Окончил в 1982 году.
В кино дебютировал в 1980 году в роли призывника в фильме «Последний побег».
В 1985 году снялся в фильме Александра Рогожкина «Ради нескольких строчек», где сыграл немецкого солдата.
В 1986 году играл в короткометражном фильме «Экскурсант» в роли оболтуса-прогульщика.
Известность пришла благодаря роли егеря Кузьмича в комедийных лентах Александра Рогожкина «Особенности национальной охоты» (1995), «Особенности национальной рыбалки» (1998) и «Особенности национальной охоты в зимний период» (2000). На базе одной из сцен фильма «Особенности национальной охоты», в которой егерь Кузьмич и финн Райво (актёр Вилле Хаапасало) ведут оживлённый диалог и прекрасно понимают друг друга, хотя один говорит по-русски, второй по-фински и оба они не знают языка собеседника — Бычков и Хаапасало планировали написать пьесу о русском и финском солдатах, которые во время войны 1939 года случайно попали в Карелию. За пьесу они так и не взялись, однако спустя несколько лет Виктор Бычков поделился замыслом с Рогожкиным, и тот за три дня написал сценарий фильма «Кукушка» (2002), в котором актёры исполнили главные роли.
За работу в «Кукушке» Бычков получил признание зрителей и критиков В 2002 году картина получила национальную премию «Золотой орёл» сразу в нескольких номинациях, в том числе и как лучший фильм года. Сам Бычков тоже получил «Золотого Орла» в номинации «лучшая мужская роль» и Государственную премию России из рук президента.
В 2022 году стал одним из самых востребованных актеров на сервисе видео-открыток Видеограм.
В феврале 2024 года режиссёр Станислав Светлов начал съёмки фильма «Особенности национальной больницы» по сценарию Рогожкина, Виктор Бычков примет участие в картине.
Автор «рассКузиков» — коротких зарисовок о кино и театре, выложенных на личном сайте.

## Взгляды
В интервью «Новым известиям» в 2007 году рассказал, что в период президентства Бориса Ельцина испытывал стыд за главу государства. Личность Владимира Путина артист оценил более положительно, назвав его «молодым и умным политиком».
В 2011 году сыграл Платона Лебедева в спектакле «Умом Россию не понять», основанном на материалах судебных процессов по делу «ЮКОСа». Эту роль актёр назвал своей «гражданской позицией».

## Семья
Дед (по линии матери) — Андрей Захарьевич Жучков, участник Первой мировой войны, служил в Белой армии, потом в Красной.
Мать (?—2002) — Раиса Андреевна.
Был три раза женат. Первая жена — Наталья. Сын Григорий. Вторая жена — актриса Елена Симонова, сын Фёдор и дочь Арсения. Третья жена — театральный режиссёр Полина Белинская, сын Добрыня.

## Творчество

### Роли в театре
- «Смеяться, право, не грешно»
- «Левша»
- «Снежная королева»
- «Малыш и Карлсон»
- «Игроки»
- «Трубадур и его друзья»
- «Дульсинея Тобосская»
- «Укрощение строптивой»
- «Рояль в открытом море»
- «Человек, животное и добродетель»
- «Станция»
- «Трёхгрошовая опера»
- «Коварство и любовь»
- «Человек и джентльмен».

#### Санкт-Петербургский академический театр комедии им. Н. П. Акимова
- «Конёк-Горбунок»
- «Нагадала мне цыганка»
- «Фредди»
- «Ромул Великий»

#### Театр «Карточный домик»
- «Если кошку ободрать, то она, как кролик».

#### Драматический театр «Комедианты»
- «Страсти по-итальянски»

#### Драматический театр «Приют комедианта»
- «Требуется старый клоун»
- «Каждому своё»

#### Академический театр имени Ленсовета
- «Гедда Габлер» Г. Ибсена — профессор Тесман

### Роли в кино
- 1980 — Последний побег — призывник (нет в титрах)
- 1982 — Взять живым — Лузгин
- 1983 — Расследует бригада Бычкова (телеспектакль из цикла «Дела и люди ленинградской милиции») — Васильев
- 1985 — Ради нескольких строчек — немецкий солдат
- 1986 — Последняя дорога — слуга Павел
- 1986 — Экскурсант (новелла в киноальманахе «Исключения без правил») — Борис Топорков / американец Боб
- 1986 — За Ветлугой-рекой — Витёк
- 1986 — Комендант Пушкин — красноармеец
- 1986 — Левша — франт
- 1987 — Белое проклятье — Степан Гвоздь, работник противолавинной службы
- 1987 — Жизнь Клима Самгина — пчеловод
- 1987 — Садовник — Витёк, тракторист
- 1987 — Моонзунд — эсер на «Припяти»
- 1988 — Мисс миллионерша — Бычков, прораб
- 1989 — Васька — парашютист
- 1989 — Сирано де Бержерак — поэт, гость Рагно
- 1989 — Оно — Воблушкин
- 1990 — Анекдоты — Чапаев
- 1990 — Собачий пир — Витёк
- 1990 — Духов день — Витёк
- 1990 — Переход товарища Чкалова через Северный полюс — Байдуков
- 1991 — Афганский излом — штабник
- 1991 — Действуй, Маня! — Бычков
- 1991 — Изыди! — Егор
- 1991 — Третья планета — мужик с крестом
- 1991 — Хмель — праведник Лука
- 1991 — Человек со свалки — Александр Лыков
- 1991 — Чича — участник ансамбля
- 1991 — Миф о Леониде — сексот
- 1992 — Чекист — Иванов
- 1992 — Прекрасная незнакомка — официант
- 1993 — Акт — муж
- 1993 — Жизнь с идиотом — друг-собутыльник
- 1994 — Игра — Барри Русак
- 1994 — Колечко золотое, букет из алых роз — Сысой
- 1994 — Русский транзит — уголовник «Глиста»
- 1995 — Музыка для декабря — велосипедист
- 1995 — Особенности национальной охоты — егерь Кузьмич
- 1996 — Наследник / The Successor — Виктор
- 1996 — Операция «С Новым годом!» — дед Мороз Кузьмичёв
- 1997 — Американка — уголовник Третьяков
- 1997 — Бомба
- 1997 — 1999 — Улицы разбитых фонарей — бомж-осведомитель Померанцев
- 1998 — Дух
- 1998 — Женская собственность — Игорь
- 1998 — Особенности национальной рыбалки — егерь Кузьмич
- 1999 — Особенности русской бани — банщик Митрич
- 2000 — Луной был полон сад — председатель колхоза
- 2000 — Особенности банной политики, или Баня 2 — банщик Митрич
- 2000 — Особенности национальной охоты в зимний период — егерь Кузьмич
- 2000 — Сиреневые сумерки
- 2000 — 2005 — Убойная сила — бомж-осведомитель Померанцев
- 2000 — Сочинушки (короткометражка)
- 2002 — Кукушка — капитан Иван Картузов («Пшолты»)
- 2003 — Особенности национальной политики — егерь Кузьмич
- 2003 — Участок — прораб Уткин
- 2004 — Четыре таксиста и собака — дядя Костя Сарычев
- 2004 — На вираже — Копейкин
- 2004 — О любви в любую погоду
- 2004 — Гибель империи — Степнин, он же Ганецкий
- 2005 — Турецкий гамбит — хорунжий
- 2005 — Высшая мера
- 2005 — Голова классика — скоморох
- 2005 — Жмурки — отец мальчика в зоопарке
- 2005 — Первый Скорый — Дафна / Трус
- 2006 — Никогда не разговаривайте с неизвестными — Пенёк
- 2006 — Граф Монтенегро — отец Сергий / его брат-безбожник
- 2006 — Жаркий ноябрь — участковый Антипенко
- 2006 — Первый дома — продавец сигарет / алкаш / почтальон Печкин
- 2006 — Четыре таксиста и собака 2 — дядя Костя Сарычев
- 2007 — На пути к сердцу
- 2008 — Человек без пистолета — Кашин
- 2008 — Красота требует… — виконт
- 2008 — Дом, милый дом — Михаил Андреевич
- 2008 — Дело было в Гавриловке 2 — купец первой гильдии Дормидонтов
- 2008 — Чужие — хирург
- 2009 — Банкрот — стряпчий Рисположенский
- 2010 — Олимпийская деревня — мужик
- 2011 — Ласточкино гнездо — сосед Георгий Михайлович
- 2012 — Без следа — Павел Коваль
- 2013 — 12 месяцев — Декабрь
- 2014 — Вий — кузнец Тарас
- 2015 — Кухня 6 — Тимофей Ильич, отец Кости
- 2018 — Заповедник — Михал Иваныч
- 2019 — 2021 — Две девицы на мели — Лев
- 2019 — Подкидыш — Федот Митрофанович Потапов
- 2019 — 2024 — Жуки — отец Александр
- 2019 — Полярный — Егорыч, работник на ферме у Виктора
- 2021 — 16-й — бомж
- 2021 — Полицейское братство — Белуга
- 2022 — Друг на час — Анатолий, сосед Николая Сергеевича
- 2023 — Баба Мороз и тайна Нового Года — Дед Мороз
- 2023 — Мендельсон — отец Менделя[6]
- 2024 — 2025 — Любопытная Варвара — дедушка Варвары
- 2024 — Макрон — Сан Саныч
- 2024 — На автомате — Сергей Андреевич Зубарев
- 2024 — Особенности национальной больницы — художник
- 2025 — Афоня — Валентин Семёныч
- 2025 — Волшебный участок-2 — Мерлин

### Телевидение
В 1998 году вёл программу «Кто к нам пришёл?» на телеканале «ТНТ» вместе со Светланой Крючковой.
С 2006 года по 2009 год вёл детскую телевизионную программу «Спокойной ночи, малыши!» (дядя Витя) на телеканале «Россия-1».
В 2012 году участвовал в шоу «Танцы со звёздами» на том же телеканале в паре с чемпионкой Белоруссии по спортивным латиноамериканским танцам Светланой Богдановой.

### Клипы
- 1994 — «Звуковой агрессор». Группа «Кар-Мэн»
- 2003 — «Одиночество» (исп. гр. «Небо»)
- 2015 — «З Новим Роком». Группа «Сонце-хмари»

### Видеоигры
- «Революціонный квѣстъ» (2004) — революционный матрос Василий Стойкий[источник не указан 858 дней]

## Награды
- Лауреат премии «Признание» — за лучшую мужскую роль (1995).
- Лауреат премии «Золотой Орёл» — в номинации «лучшая мужская роль» (2003) за фильм «Кукушка».
- Лауреат Приза за лучшую мужскую роль Фестиваля Российского кино в Онфлёре (Нормандия, Франция) — за фильм «Кукушка» (2003).
- Лауреат Приза «Серебряная подкова» за лучшую мужскую роль (Дом Ханжонкова).
- Лауреат Государственной премии России (2003) в составе съёмочной группы фильма «Кукушка».
- Лауреат Приза жюри за лучшую мужскую роль на Втором Московском фестиваль «Московская премьера» (2005, за фильм «Кукушка»).
- Кавалер Ордена Чести и Достоинства «Русь державная» за высокий профессионализм в творческой деятельности, возрождение традиций миролюбия, духовности и большие заслуги в развитии культуры и искусства Санкт-Петербурга и России (2004).